# Charinus papuanus
Espèce
Charinus papuanus est une espèce d'amblypyges de la famille des Charinidae.

## Distribution
Cette espèce est endémique du district de la capitale nationale en Papouasie-Nouvelle-Guinée,. Elle se rencontre vers Port Moresby.

## Description
La carapace des mâles mesure de 2,52 à 3,20 mm de long sur de 3,60 à 4,60 mm.

## Étymologie
Son nom d'espèce lui a été donné en référence au lieu de sa découverte, la Papouasie.

## Publication originale
- Weygoldt, 2006 : « New Caledonian whip spiders: notes on Charinus australianus, Charinus neocaledonicus and other south-western Pacific species of Charinus australianus species group (Chelicerata, Amblypygi, Charinidae). » Verhandlungen des Naturwissenschaftlichen Vereins in Hamburg, vol. 42, p. 5-37.